# Zemědělství na Slovensku
Zemědělství na Slovensku lze označit jako rozvinuté. Slovenské zemědělství užívá 19 350 km² zemědělské půdy (39,5% území) a ještě na začátku 20. století zaměstnávalo 60% obyvatelstva. V současnosti zaměstnává spolu se souvisejícími odvětvími 4,9% ekonomicky aktivního obyvatelstva (asi 100 050 zaměstnanců). Nejvhodnější podmínky na rostlinnou výrobu jsou v nížinách. Na Slovensku se pěstuje hlavně obilí (60% osevních ploch), dále pak olejniny, jednoleté a dvouleté pícniny. Brambory, luštěniny a zelenina (hlavně rajčata, bílé zelí, cibule, paprika a mrkev) se pěstují celkem na asi 3% orné půdy. Na Slovensku se nachází 6 vinařských oblastí. Většina hroznů se pěstuje hlavně na západním, méně na středním a nejméně na východním Slovensku. Ve vyšších polohách se využívají pastviny na chov hovězího dobytka a ovcí. Větší část živočišné výroby je soustředěná v nížinách, kde se nacházejí dostatečné zdroje pícnin.
K 31. prosinci 2009 se na Slovensku chovalo:
| Druh                    | Počet kusů v tisících |
| ----------------------- | --------------------- |
| Hovězí dobytek          | 471                   |
| Prasata                 | 740                   |
| Ovce                    | 376                   |
| Kozy                    | 35                    |
| Koně                    | 7                     |
| Drůbež (z toho slepice) | 13 583 (6 252)        |

Počet chovaných zvířat většiny druhů má dlouhodobě tendenci poklesu, hlavně v důsledku poklesu domácího odbytu a nízké kupní sily domácího obyvatelstva. 

## Půdní fond
Struktura půdního fondu v SR v letech 2007 – 2012 byla nasledovná (všechny údaje v ha k 1. lednu daného roku)
| Rok  | Celkem    | Zemědělská půda | Orná půda | Chmelnice | Vinice | Zahrady | Ovocné sady | TTP     | Lesní půda | Vodní plochy | Zastavané plochy | Jiné    |
| ---- | --------- | --------------- | --------- | --------- | ------ | ------- | ----------- | ------- | ---------- | ------------ | ---------------- | ------- |
| 2007 | 4 903 397 | 2 430 683       | 1 427 357 | 534       | 27 314 | 76 813  | 17 792      | 880 873 | 2 006 939  | 93 325       | 227 092          | 145 357 |
| 2008 | 4 903 573 | 2 428 899       | 1 425 896 | 530       | 27 243 | 76 720  | 17 590      | 880 920 | 2 007 142  | 93 656       | 227 931          | 145 945 |
| 2009 | 4 903 704 | 2 423 478       | 1 421 852 | 520       | 27 258 | 76 636  | 17 360      | 879 853 | 2 008 257  | 94 575       | 229 059          | 148 335 |
| 2010 | 4 903 717 | 2 417 933       | 1 417 983 | 519       | 27 140 | 76 563  | 17 257      | 878 470 | 2 008 843  | 94 645       | 229 941          | 152 356 |
| 2011 | 4 903 644 | 2 414 291       | 1 416 633 | 520       | 27 091 | 76 529  | 17 034      | 876 484 | 2 011 250  | 94 761       | 230 589          | 152 753 |
| 2012 | 4 903 613 | 2 410 812       | 1 415 653 | 517       | 26 997 | 76 563  | 16 858      | 874 224 | 2 012 336  | 94 764       | 231 967          | 153 733 |

## Výnosy
| Průměrná úrodnost zemědělských plodín na Slovensku v roce 2005 (t/ha) | Průměrná úrodnost zemědělských plodín na Slovensku v roce 2005 (t/ha) |
| --------------------------------------------------------------------- | --------------------------------------------------------------------- |
| pšenice                                                               | 4,70                                                                  |
| žito                                                                  | 3,34                                                                  |
| ječmen                                                                | 4,00                                                                  |
| oves                                                                  | 2,69                                                                  |
| kukuřice na zrno                                                      | 7,89                                                                  |
| brambory                                                              | 22,15                                                                 |
| slnečnice                                                             | 2,32                                                                  |
| řepka olejka                                                          | 2,44                                                                  |
| cukrová řepa                                                          | 54,96                                                                 |

| Průměrná užitkovost některých hospodářských zvířat na Slovensku v roce 2005  | Průměrná užitkovost některých hospodářských zvířat na Slovensku v roce 2005 |
| ---------------------------------------------------------------------------- | --------------------------------------------------------------------------- |
| Průměrná roční dojivost v l                                                  | 5 812                                                                       |
| Průměrný přírůstek telat v kg na 100 krmných dní                             | 72,36                                                                       |
| Průměrný přírůstek mladého chovného hovězího dobytka v kg na 100 krmných dní | 61,76                                                                       |
| Průměrný přírůstek výkrmného hovězího dobytka v kg na 100 krmných dní        | 83,52                                                                       |
| Průměrný přírůstek mladých chovných prasat v kg na 100 krmných dní           | 39,82                                                                       |
| Průměrný přírůstek výkrmných prasat v kg na 100 krmných dní                  | 59,08                                                                       |

| Hrubá zemědělská produkce v běžných cenách v roce 2002 (v mil. Sk) | Hrubá zemědělská produkce v běžných cenách v roce 2002 (v mil. Sk) |
| ------------------------------------------------------------------ | ------------------------------------------------------------------ |
| Hrubá rostlinná produkce                                           | 28 745                                                             |
| obilniny                                                           | 12 330                                                             |
| obchodní plodiny                                                   | 5 159                                                              |
| krmiva                                                             | 2 123                                                              |
| zelenina                                                           | 3 747                                                              |
| brambory                                                           | 2 522                                                              |
| ovoce                                                              | 949                                                                |
| hrozny                                                             | 562                                                                |
| ostatní rostlinná výroba                                           | 1 353                                                              |
| Hrubá živočišná produkce celkem                                    | 34 190                                                             |
| hovězí dobytek                                                     | 4 522                                                              |
| prasata                                                            | 11 378                                                             |
| ovce a kozy                                                        | 338                                                                |
| drůbež                                                             | 4 060                                                              |
| mléko surové                                                       | 9 946                                                              |
| vejce                                                              | 1 944                                                              |
| ostatní živočišná výroba                                           | 2 002                                                              |